# Hussein Zaky
Hussein Ali Zaky (arabiska: حسين على زكى), född 1 mars 1979 i Alexandria, är en egyptisk före detta handbollsspelare (mittnia).

## Klubbar
- Zamalek SC (1995–2002)
- BM Ciudad Real (2002–2005)
- BM Aragón (2005–2009)
- al-Ain (2009–2010)
- al-Ahli (2010–2017)